# Timuçin Esen
Timuçin Esen (Adana, 14 de agosto de 1973) es un actor turco de cine, teatro y televisión. 

## Biografía
Nacido el 14 de agosto de 1973 en Adana, es hijo de padres abogados. Asistió al TED Ankara College, y más tarde estudió teatro en el conservatorio estatal de la Universidad de Ankara, graduándose finalmente, de la Universidad de Bellas Artes Mimar Sinan. Luego realizó una maestría en el Instituto de Artes de California en los Estados Unidos. Recibió entrenamiento del profesor de actuación Larry Moss.
Tras regresar a su país natal, participó en la serie Gurbet Kadını. En 2005 protagonizó la película Gönül Yarası, por la que ganó un premio Golden Orange y un premio SİYAD.

## Filmografía

### Cine
| Año  | Título              | Personaje     |
| ---- | ------------------- | ------------- |
| 2003 | Deliyle Geçen Gece  |               |
| 2003 | Yazı tura           |               |
| 2005 | Gönül Yarası        | Halil         |
| 2011 | Labirent            | Fikret        |
| 2012 | Kumun Tadı          | Hamit         |
| 2013 | Senin Hikayen       |               |
| 2017 | Martıların Efendisi |               |
| 2018 | Müslüm              | Müslüm Gürses |

### Televisión
| Año       | Título        | Personaje      |
| --------- | ------------- | -------------- |
| 2003-2005 | Gurbet Kadını | Hakkı          |
| 2005-2007 | Hırsız Polis  | Çınar          |
| 2013-2014 | Vicdan Aralık | Yunus          |
| 2014-2015 | Gönül İşleri  | Yılmaz         |
| 2016-2017 | Bodrum Masalı | Faryalı        |
| 2018-2019 | Gülperi       | Kadir Aydın    |
| 2019-     | Hekimoğlu     | Ateş Hekimoğlu |

### Teatro
| Año       | Título            |
| --------- | ----------------- |
| 2006-2008 | Mikadonun Çöpleri |